# لولی سان
لولی سان (به انگلیسی: Ievoli Sun) یک کشتی بود که طول آن ۱۱۵٫۶۵ متر (۳۷۹٫۴ فوت) بود.